# Västtrafik X80
Die Baureihe Västtrafik X80 sind Triebzüge des zweitgrößten schwedischen Verkehrsverbundes Västtrafik. Die Baureihe stammt aus der Typenfamilie von Hochgeschwindigkeitszügen der Bombardier Transportation für den Einsatz mit Geschwindigkeiten von 250 km/h bis 380 km/h, dem Bombardier Zefiro. 2021 übernahm Alstom den Auftrag, die Züge werden nun als Avelia Stream Nordic bezeichnet.

## Geschichte
In Studien in der Region Västra Götaland wurde eine Verdreifachung der Zahl der Fahrgäste zwischen 2006 und 2035 auf 130.000 Reisende pro Tag vorhergesagt. Um diese zu befördern, mussten Planungen durchgeführt werden, um alte Züge zu ersetzen und die Kapazitäten zu erhöhen.
Die Anforderungen waren komfortable und zuverlässige Fahrzeuge mit Platz für viele Fahrgäste, die mit Geschwindigkeiten bis 200 km/h verkehren und die so konzipiert sind, dass sie den Anforderungen des Winterbetriebs bei Temperaturen bis −40 Grad Celsius und Schneeverwehungen bis zu 80 cm Tiefe mit einem robusten Einachsantrieb gerecht werden. Gefordert wurden flexible Flächen für Rollstühle, Rollatoren, Kinderwagen und Fahrräder, die im Mittelwagen untergebracht werden, sowie Ausstattung mit WLAN und einem Informationssystem. So wurden durch die Leasinggesellschaft Transitio über Bombardier Transportation Sweden AB im März 2018 40 dreiteiligen Triebzüge mit etwa je 270 Sitzplätzen in der Sitzanordnung 3+2 bestellt, die 2021 erstmals eingesetzt werden sollten.
Der Auftrag hatte einen Wert von etwa 368 Millionen Euro (etwa 4,2 Milliarden SEK) und enthält eine Option für 60 weitere Züge. Die Finanzierung übernimmt die Region Västra Götaland. Ende 2018 erhöhte Västtrafik die Bestellung um fünf weitere Triebzüge aus dem Optionspaket. Die druckdichten Wagenkästen werden in China hergestellt, die Endmontage erfolgt in Deutschland.
Bereits 2019 erhielt der für Schweden gefertigte Zug den Designpreis Brandenburg. Bombardier stellte Ende 2020 den ersten Zefiro-Express-Zug fertig, mit dem die Test- und Inbetriebnahmephase begann. Die nächsten Schritte sind die Durchführung einer Reihe statischer Tests, um sicherzustellen, dass alle Bordsysteme und -geräte voll funktionsfähig sind, gefolgt von dynamischen Tests, die auf einer Teststrecke durchgeführt werden. Dabei werden die Antriebs- und Zugbeeinflussungssysteme überprüft. Die Tests finden in Hennigsdorf statt. Anschließend soll der erste Zug nach Schweden geliefert werden.
Im August 2021 wurde einer der ersten fertigen Triebzüge vom Herstellerwerk in Hennigsdorf zu DB Systemtechnik nach Minden für Kältetests in den Klimakammern geschleppt. Da die Wagenkästen breiter als das deutsche Streckenprofil sind, wurde die Zuggarnitur auf Transportdrehgestellen befördert. Auch die Auslieferung nach Schweden wird auf Transportdrehgestellen erfolgen.
Kurz nach dem Jahreswechsel 2021/22, mit einigen Monaten Verspätung, kam der erste der Züge in Göteborg an.
Die Lieferungen verzögerten sich wegen der Corona-Pandemie unter anderem in China und Deutschland um mehrere Jahre. Nach Ankunft in Schweden werden in Västerås Testfahrten auf den schwedischen Strecken durchgeführt, bevor die Auslieferung an Västtrafik erfolgt. Die Abnahme der Fahrzeuge wird von der von ERA und dem TÜV Nord beauftragten AFRY durchgeführt.
Im Fahrgastbetrieb sollen die ersten Züge ab Herbst 2025 genutzt werden; die vollständige Auslieferung aller Fahrzeuge ist für 2026 geplant.
Die neuen Züge werden voraussichtlich vor allem auf der Västra stambana im Abschnitt Göteborg–Skövde–Töreboda und auf der Vänerbana im Abschnitt Göteborg–Trollhättan–Vänersborg eingesetzt, die in großen Teilen mit der Höchstgeschwindigkeit befahren werden können. Die 45 neuen Züge ermöglichen es Västtrafik, die ältesten Fahrzeuge auszusondern. Zwischenzeitlich hatte Västtrafik zehn X61-Triebzüge von Skånetrafiken angemietet.